# 草原の人
「草原の人」（そうげんのひと）は、松浦亜弥の8枚目のシングル。2002年12月11日に発売された。

## 解説
歌詞は、美空ひばりが1975年に長良じゅんへ宛てた手紙につづられており、27年の時を経てつんく♂作曲により甦った。また、長良は歌い手に松浦を指名した。
亡き恋人に思いを寄せ、強くなるんだと誓う少年が主人公の楽曲で、一人称は「ぼく」である。
衣装は、ピンクと萌黄色の長袖のブラウスにロングスカート。
カップリング曲「YOKOHAMA SING A SONG」はミュージカル『草原の人』劇中歌で、1950年代のジャズを彷彿させる曲である。

## 収録曲
全作曲：つんく
1. 草原の人 [5:12]
作詞：加藤和枝　編曲：鈴木Daichi秀行　ストリングスアレンジ：弦一徹
2. YOKOHAMA SING A SONG [3:47]
作詞：つんく　編曲：高橋諭一
3. 草原の人 (Instrumental) [5:11]

## 参加ミュージシャン
草原の人
- プログラミング&ギター&ベース：鈴木Daichi秀行
- ウーリッツァー：上杉洋史
- ストリングス：弦一徹ストリングス
- コーラス：つんく

YOKOHAMA SING A SONG
- プログラミング&ギター&コーラス：高橋諭一
- コーラス：松浦亜弥